# Aeckerleins Hof

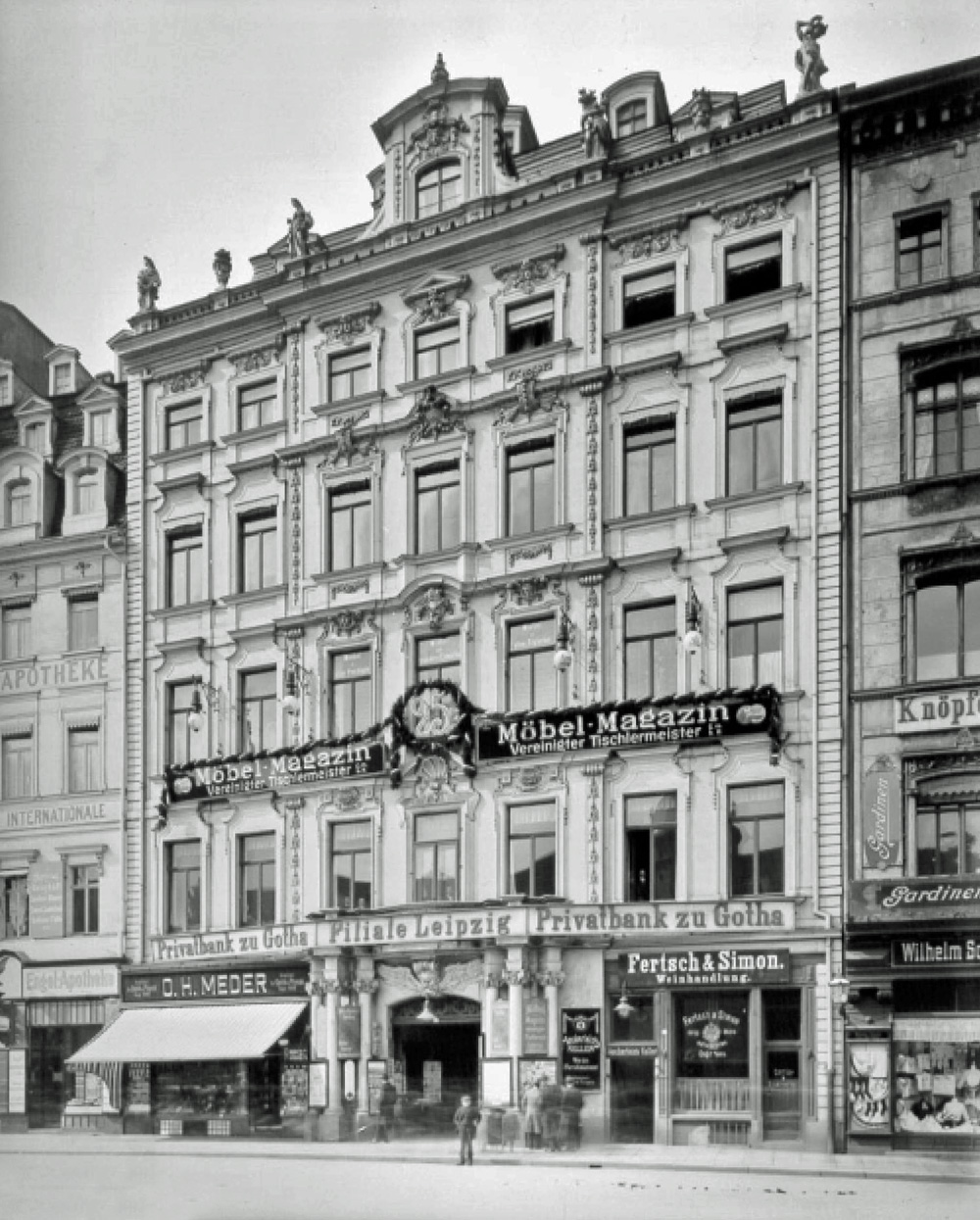
Aeckerleins Hof, 1903

Aeckerleins Hof war ein im Zweiten Weltkrieg zerstörter Durchgangshof am Markt in Leipzig mit einem repräsentativen Barockgebäude gegenüber dem Alten Rathaus.

## Lage und Gestalt
Das Grundstück Aeckerleins Hof erstreckte sich vom Markt (Nr. 11) bis zur Klostergasse (Nr. 12). Der etwa 7 Meter breite und 45 Meter lange Hof war von schmalen Gebäuden flankiert. An Markt und Klostergasse erhoben sich Gebäude von jeweils sieben Fensterachsen Breite. Das Haus am Markt hatte über dem Erdgeschoss vier Etagen und ein Walmdach mit drei Gaubenetagen. Die gesamte Straßenfront war reichlich mit ornamentalem und figürlichem Schmuck verziert. Schmuckelemente befanden sich auch an den Gebäuden des Innenhofes.

## Geschichte
Bis 1558 war das Grundstück, bebaut mit einem Handelshof mit Kaufkammern und Speichern, im Besitz der Familie Preußer, von der es 1558 der Handelsherr Heinrich Cramer von Claußbruch (1515–1599) erwarb. Es blieb in Familienbesitz bis zum Kauf durch Peter Hohmann 1708. Hohmann ließ das Haus von 1708 bis 1714 von den Baumeistern Johann Gregor Fuchs und Christian Schmidt völlig neu aufführen.

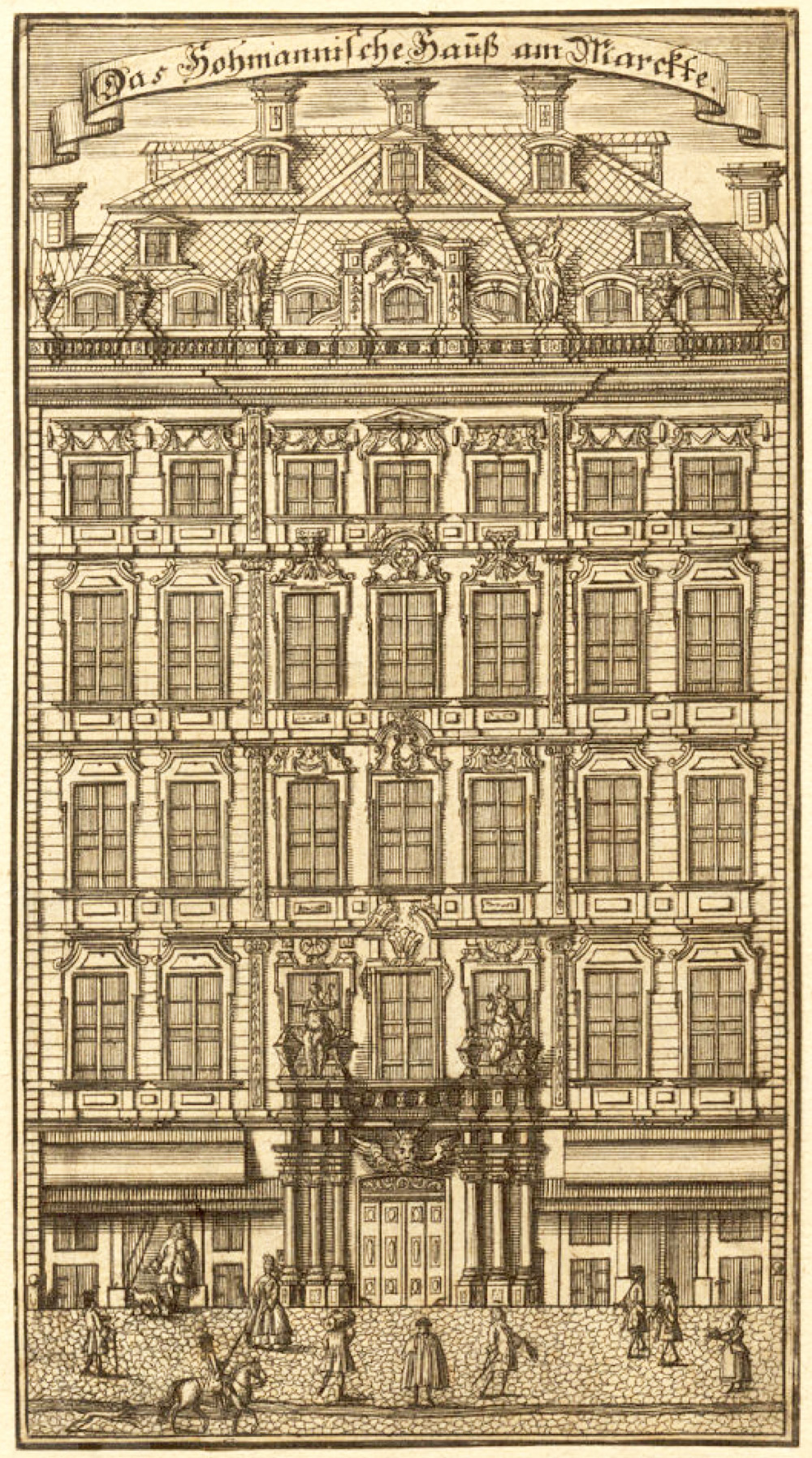
Das Gebäude am Markt, gezeichnet um 1710
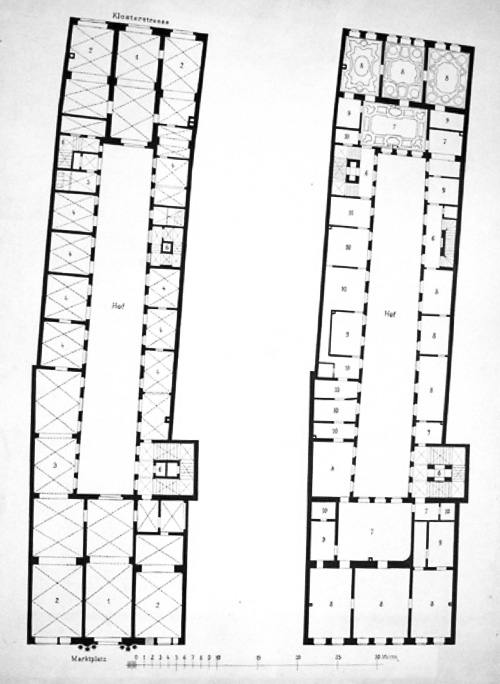
Grundrisse von Erd- und erstem Obergeschoss
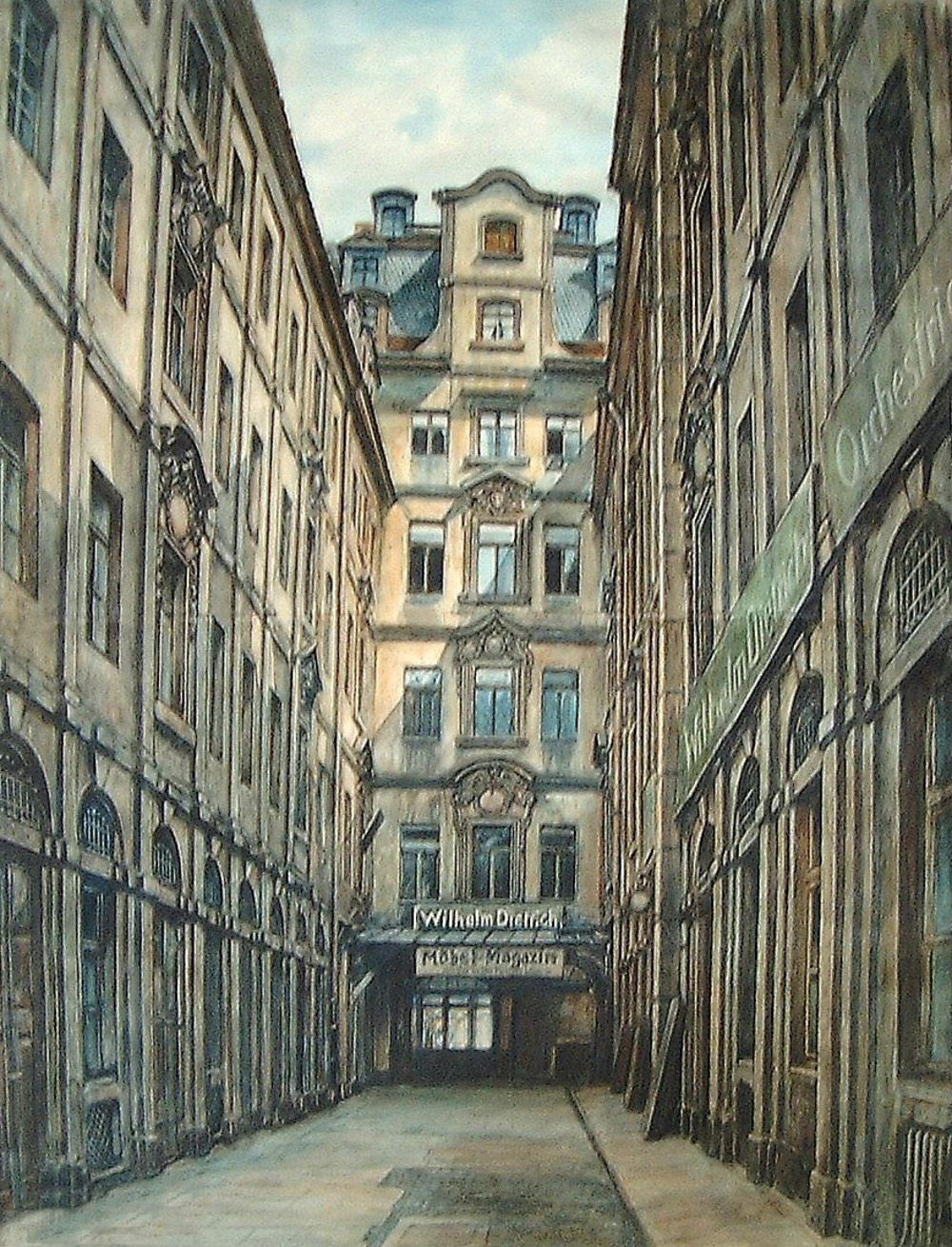
Der Hofbereich

In den Kellergewölben von nunmehr „Hohmanns Hof am Markt“ befand sich eine Weinschenke, der „Italienische Keller“ oder später „Weinschenke unter Hohenthals Haus“. Von den Hohenthals, den Nachkommen Hohmanns, pachtete 1813 Johann Jakob Aeckerlein den Keller und kaufte 1830 schließlich das ganze Haus. So kam es zu „Aeckerleins Keller“ und „Aeckerleins Hof“. Nach Aeckerleins Tod 1841 übernahmen seine Nachkommen das Anwesen, bevor es ab 1873 zu häufigen Besitzer- und Pächterwechseln kam.
Ab 1920 wurde der Gebäudekomplex von der Tschechoslowakischen Republik eigenständig unterhalten und zweimal im Jahr zur Messe für Ausstellungszwecke genutzt. Aeckerleins Weinkeller existierte fort.
Beim Luftangriff auf Leipzig am 4. Dezember 1943 brannte das Gebäude aus und stand als Ruine, bis diese 1960 abgetragen wurde.
Das Grundstück am Markt wurde in den Jahren 1963 bis 1965 zusammen mit den vier südlich davon gelegenen Grundstücken mit dem, eine große Glasfassade tragenden Messeamt überbaut. Dieses wurde 2001 wieder abgebrochen und stattdessen von 2001 bis 2005 der Gebäudekomplex der Marktgalerie errichtet. Die Marktgalerie weist eine strukturierte Fassade auf, in der der Gebäudeteil rechts neben dem Passageneingang etwa dem Platz von Aeckerleins Hof entspricht.